# Ubuntu Touch
Ubuntu Touch (auch Ubuntu Phone) ist eine mobile Benutzeroberfläche für das Betriebssystem Ubuntu, die von der gemeinnützigen Stiftung UBports entwickelt wird. Ubuntu Touch wird vorrangig auf Mobilgeräten mit Touchscreen wie Smartphones oder Tabletcomputern installiert. Das Betriebssystem wurde ursprünglich von Canonical Ltd. entwickelt, 2017 wurde die Arbeit durch Canonical aber eingestellt. Seitdem liegt die Weiterentwicklung in der Hand der freien Community.

## Entwicklung
Mark Shuttleworth verkündete am 31. Oktober 2011, dass mit Ubuntu 14.04 Smartphones, Tablets, Fernseher und Smart-Screens unterstützt werden. Ubuntu Touch wurde am 2. Januar 2013 vorgestellt und eine experimentelle Entwicklerversion am 21. Februar 2013 veröffentlicht. Statt des Display-Servers X11 verwendet Ubuntu Touch Canonicals eigenen Display-Server Mir in Kombination mit der Desktopoberfläche Unity 8, der auch in der Desktop-Version von Ubuntu verwendet werden sollte. Dies sollte ermöglichen, Ubuntu und Ubuntu Touch mit der nahezu gleichen Codebase zu betreiben und mit sehr geringen Modifikationen die gleichen Programme auszuführen.
Am 5. April 2017 verkündete Mark Shuttleworth, dass die Arbeit an Ubuntu Touch eingestellt werde und die Desktop-Variante ab Ubuntu 18.04 LTS wieder Gnome verwenden werde.
Das Projekt wurde UBports, einer Open-Source-Gemeinschaft, übergeben. Von UBports wird das Projekt weiter vorangetrieben (Stand März 2021).

### Release
Canonical veröffentlichte die erste Version am 17. Oktober 2013 zusammen mit Ubuntu 13.10. Am 17. April 2014 wurde eine weitere offizielle Version von Ubuntu Touch zusammen mit Ubuntu 14.04 veröffentlicht.
Es waren mehrere Geräte mit vorinstalliertem Ubuntu Touch auf dem Markt erhältlich. Die Spanische Firma BQ vertrieb ab Februar 2015 das Aquaris E4.5, sowie wenig später das Aquaris E5 HD. Die ersten Tablets mit vorinstalliertem Ubuntu Touch, Aquaris M10 HD und FHD, waren ab April 2016 erhältlich. Außerdem waren die Modelle MX4 und PRO 5 des Unternehmens Meizu mit Ubuntu Touch erhältlich.
Seit 2020 bietet die Remscheider Firma Volla Smartphones, zum Teil mit Wechselakku, auf Gigaset-Basis auch mit vorinstalliertem Ubuntu Touch an.

## Unterstützte Geräte
Ubuntu Touch kann auch nachträglich auf ein unterstütztes Gerät installiert werden. Dabei werden bei den meisten Modellen nicht alle Funktionen des jeweiligen Geräts unterstützt. In der im Frühjahr 2022 veröffentlichten Version OTA-22 ist die Installation auf folgenden insgesamt 78 Geräten möglich:
- Asus: Zenfone 2 ZE551ML, Zenfone Max Pro M1
- BQ: M10 HD, M10 FHD, E5, BQ Aquaris E4.5, U Plus
- Fairphone: Fairphone 3, ab 2023/2024 auch Fairphone 3+ und Fairphone 4
- F(x)tec: Pro 1
- Google: Nexus 4, Nexus 5, Nexus 6P, Nexus 7 (2013), Pixel, Pixel 2, Pixel 3a,
- Volla Systeme: Volla Phone, Volla Phone Quintus, Volla Phone X, Volla Phone X23, Volla Phone 22 und Volla Tablet[18][19]
- Lenovo Tab M10
- LG Group: G4, G6
- Meizu: MX4, Pro 5
- Motorola: Moto G (2014), Motorola Z2 Force
- OnePlus: OnePlus One, OnePlus 2, OnePlus 3, OnePlus 3T, OnePlus 5, OnePlus 5T, OnePlus 6, OnePlus 6T
- Pine64: PinePhone, Pinetab, Pinebook
- Planet Computers: Cosmo Communicator
- Raspberry Pi: (3)
- Samsung Galaxy: S3 Neo, S5, S7, S10, S10e, S10+, Note 4
- Siemens Gigaset: GX290
- Shiftphone: 6mq
- Sony Xperia: X (F5121, F5122), X Compact (F5321), X Performance (F8131, F8132), XZ (F8331, F8332), 10, Z4 Tablet, Z1
- Xiaomi: Mi (A2, 6, MIX 6, A3, Note 2), Redmi 4 (X, Note 3), Redmi Note (2, 5 Plus, 7, 7 Pro), Poco (M2 Pro, F1, M3)
- Yu Yureka Black
- Zuk z2 Plus

Eine aktuelle Liste mit den unterstützten Geräten ist unter den Weblinks verlinkt.

## Funktionen

### Bedienung

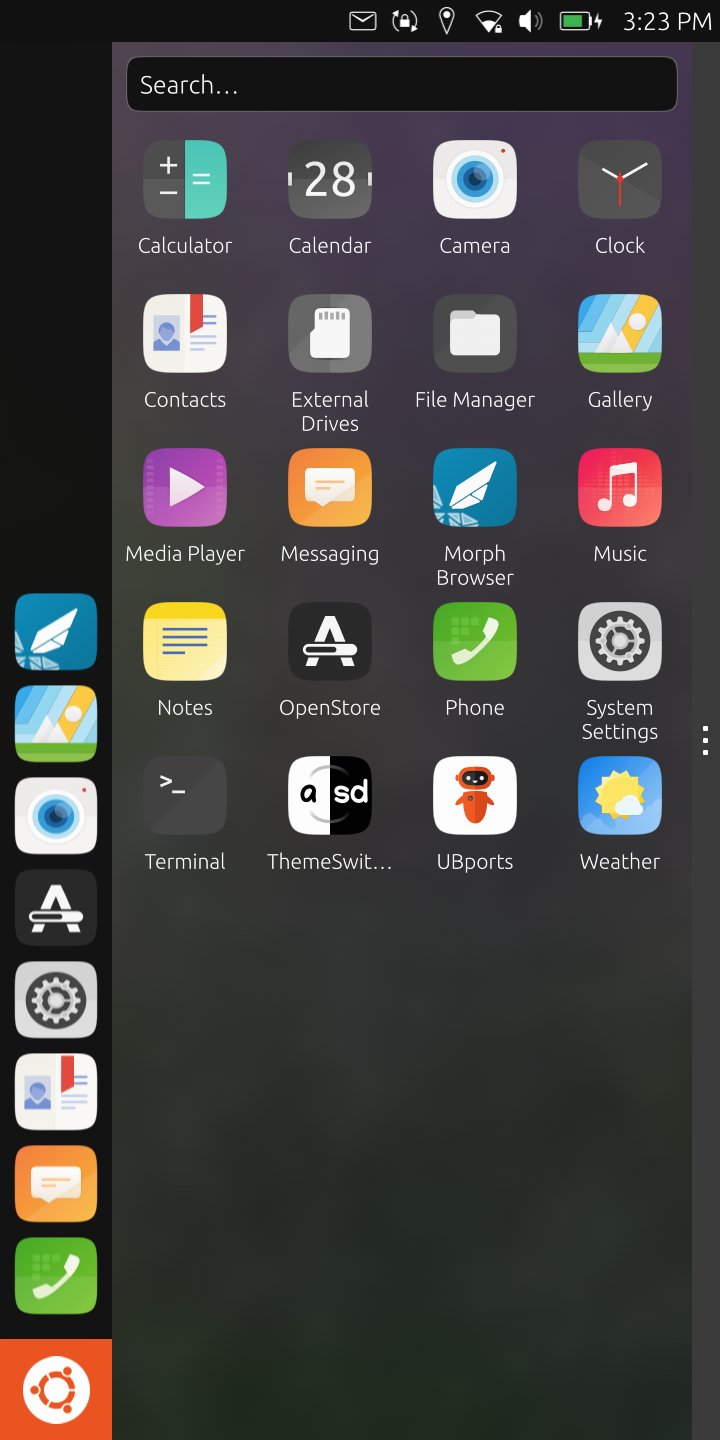
Screen mit seitlicher Leiste bevorzugter Apps

Die Bedienung erfolgt mithilfe von Wischgesten. Durch „Hereinschieben“ der vier Bildschirmränder können verschiedene Bereiche sichtbar gemacht werden. Dies erfolgt durch Fassen des Bildschirmrandes und Ziehen mit dem Finger in Richtung Bildschirmmitte. Die Oberfläche bleibt dadurch übersichtlich, denn trotz des weitgehenden Verzichts auf Hardwaretasten am Gerät bleibt die Oberfläche frei von permanent vorhandenen Bedienelementen.
Vom oberen Bildschirmrand können die Einstellungen (zum Beispiel Batterie-Anzeige oder WLAN-Verbindungen) auf den Bildschirm gezogen werden, vom rechten Rand die Übersicht aller geöffneten Apps, vom linken Rand der „Launcher“, eine Symbolleiste mit den bevorzugten Apps. Durch Ziehen von unten werden spezielle Einstellungen einzelner Apps auf dem Bildschirm sichtbar, so z. B. die Einrichtungsseite für neue Kontakte auf dem „Kontakte“-Bildschirm.
Ganz unten im „Launcher“ befindet sich eine „Home“-Schaltfläche. Mit dieser wird die Startseite aufgerufen. Auf dieser Startseite sind die Icons der installierten Apps mit deren Titel aufgelistet. Gegebenenfalls erscheinen hier auch Starter für unter Anbox installierte Apps.
In den Versionen vor OTA 12 bestand die Startseite aus „Scopes“ einer Art Widget.
Die Geräte Nexus 4 und BQ Aquaris E4.5 Ubuntu Edition haben drei Hardware-Tasten, einen Ein-/Ausschalter und zwei Tasten zur Regulierung der Lautstärke. Werden beide Lautstärke-Tasten gleichzeitig gedrückt, wird ein Screenshot erzeugt.

### Empfangsbildschirm
Ein von anderen mobilen Geräten bekannter Sperrbildschirm wird in Ubuntu Touch durch einen Willkommensbildschirm ersetzt, der eine Visualisierung der vergangenen Aktivitäten auf dem Gerät zeigt.

### Apps

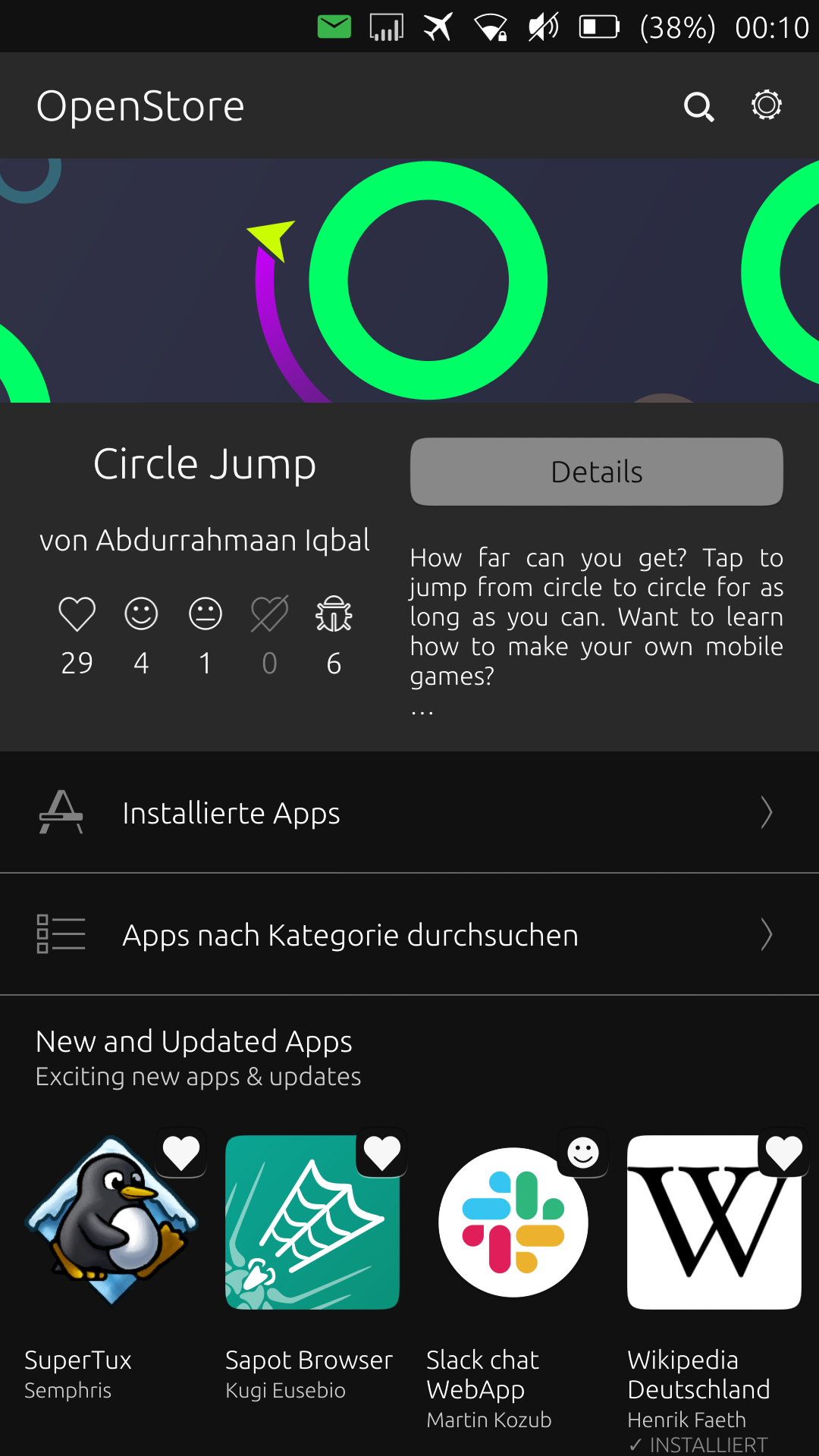
Openstore

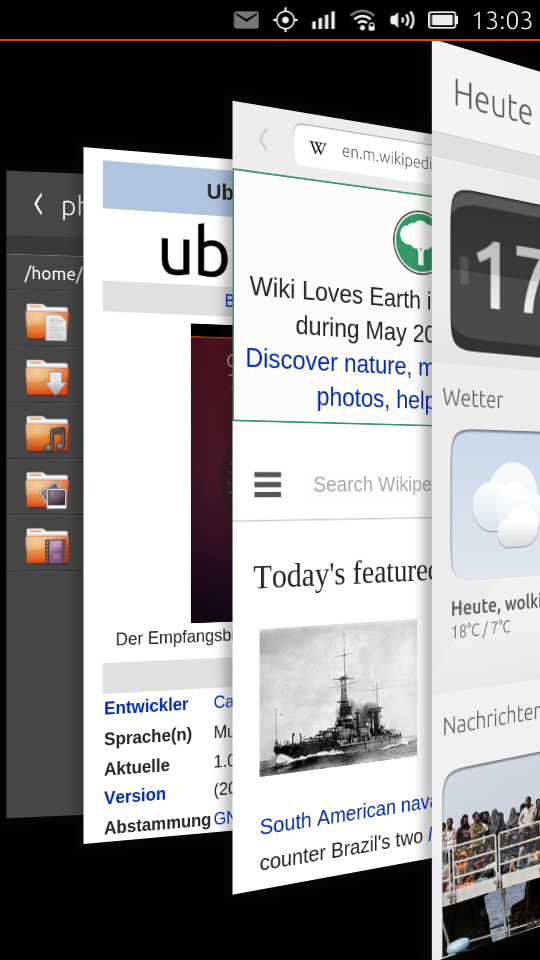
Übersicht aller geöffneten Apps

Ubuntu Touch beinhaltet im Auslieferungszustand bereits Applikationen, die auf HTML5, QT und QML basieren. Darunter kann man zwischen den systemnäheren Core Apps und den systemferneren System-Apps unterscheiden. Weitere Apps kann man beispielsweise aus dem Openstore beziehen.
Außerdem lassen sich mit dem Projekt „Libertine“ auch Programme installieren, die ursprünglich für die Desktop-Version von Ubuntu gedacht sind. Diese werden in LXC-Containern installiert.

#### Core Apps
- Calendar
- File Manager
- Clock
- Document Viewer
- Weather
- Terminal
- Calculator
- Sudoku
- RSS Reader
- Dropping Letters
- Music
- Reminders

#### System-Apps
- Gallery
- Address Book
- Camera
- Friends
- Dialer
- Messaging
- Notes
- Web Browser
- Media Player
- Share

#### Statistik
Im Februar 2022 gab es für Ubuntu Touch (OTA21) Apps, insgesamt 508 Web Apps und 186 Spiele.
| Kategorie | Jahr 2015 | Jahr 2016 | Jahr 2022 | Jahr 2024 |
| --------- | --------- | --------- | --------- | --------- |
| Apps      | 559       | 713       | 561       | 679       |
| Web-Apps  | 1012      | 1433      | 508       | 194       |
| Scopes    | 205       | 264       |           |           |
| Bookmarks |           |           |           | 345       |
| Total     | 1966      | 2689      | 1069      | 1230      |

#### Android-Apps
Die optionale Software Anbox erzeugt in einem LXC-Container ein angepasstes Android-Betriebssystem, wodurch Android-Apps auf Ubuntu Touch ausgeführt werden können. Dieser Mechanismus ist deutlich ressourcenschonender als das Emulieren eines vollständigen Android-Kernels. Derzeit (Stand August 2019) werden folgende Geräte unterstützt:
- Meizu Pro 5
- Fairphone 2
- OnePlus One
- Nexus 5
- BQ M10 HD
- BQ M10 FHD

Alternativ besteht auch die Möglichkeit, über Waydroid eine Android-Umgebung zu installieren, in der die Android-Apps ausgeführt werden können. Über den OpenStore steht eine App zur Verfügung, die die Installation von Waydroid auf einigen Geräten automatisch vornehmen kann.

## Hardwareanforderungen
|                            | „Starter“-Ubuntu-Smartphone | „High-end“-Ubuntu-Smartphone |
| -------------------------- | --------------------------- | ---------------------------- |
| Prozessorarchitektur       | 1 GHz Cortex A9             | Quad-core A9 oder Intel Atom |
| Arbeitsspeicher (RAM)      | 512 MB – 1 GB               | Min. 1 GB                    |
| Flash-Speicher             | 4–8 GB eMMC + SD            | Min. 32 GB eMMC + SD         |
| Multi-Touch                | Ja                          | Ja                           |
| Nutzbar als Desktop Ubuntu | Nein                        | Ja                           |

Das aktuelle offizielle Ubuntu-Tablet Aquaris M10 Ubuntu-Edition vom Hersteller BQ ist somit eher als „Starter“-Ubuntu-Tablet zu betrachten, da es zu wenig Arbeitsspeicher und einen zu leistungsschwachen Prozessor besitzt.
|                            | „Starter“-Ubuntu-Tablet | „High-end“-Ubuntu-Tablet |
| -------------------------- | ----------------------- | ------------------------ |
| Prozessorarchitektur       | Dual-core Cortex A15    | Quad-core A15 oder x86   |
| Arbeitsspeicher (RAM)      | 2 GB empfohlen          | 4 GB empfohlen           |
| Flash-Speicher             | Min. 8 GB               | Min. 8 GB                |
| Bildschirmgröße            | 7–10 Zoll               | 10–12 Zoll               |
| Multi-Touch                | 4 Finger                | 4–10 Finger              |
| Nutzbar als Desktop-Ubuntu | Nein                    | Ja                       |